# Jean Potvin
Jean Rene Potvin (* 25. März 1949 in Ottawa, Ontario; † 15. März 2022 in Weston, Florida, Vereinigte Staaten) war ein kanadischer Eishockeyspieler. Der Verteidiger absolvierte über 600 Spiele in der National Hockey League, den Großteil davon für die New York Islanders, bei denen er gemeinsam mit seinem Bruder Denis zwei Stanley Cups gewann.

## Karriere
Jean Potvin wurde in Ottawa geboren und spielte dort in seiner Jugend für die Ottawa 67’s in der Ontario Hockey Association (OHA). Bei den 67’s etablierte er sich als solider Abwehrspieler, wurde allerdings in keinem NHL Amateur Draft berücksichtigt. In der Folge schloss er sich als Free Agent im November 1969 den Los Angeles Kings aus der National Hockey League (NHL) an, die ihn vorerst bei ihrem Farmteam, den Springfield Kings, in der American Hockey League (AHL) einsetzten. In Springfield gewann er 1971 die AHL-Playoffs um den Calder Cup, während er in dieser Spielzeit zu seinen ersten vier NHL-Einsätzen kam. Mit Beginn der Saison 1971/72 erspielte sich der Verteidiger einen Stammplatz im NHL-Aufgebot der Kings, wurde allerdings bereits im Januar 1972 samt Eddie Joyal, Bill Flett und Ross Lonsberry an die Philadelphia Flyers abgegeben. Im Gegenzug wechselten Bill Lesuk, Jim Johnson und Serge Bernier nach Los Angeles. Sein Aufenthalt in Philadelphia war ebenfalls von kurzer Dauer, so wurde er im März 1973 im Tausch für Terry Crisp an die New York Islanders abgegeben.
Gerüchten zufolge wollten die Islanders mit diesem Transfer ihre Chancen erhöhen, seinen jüngeren Bruder Denis unter Vertrag zu nehmen, den sie im anschließenden NHL Amateur Draft 1973 an erster Gesamtposition auswählen sollten. Eben dies gelang ihnen anschließend, sodass das Brüderpaar fortan gemeinsam in New York auflief. Jean steigerte seine persönliche Statistik in der Folge deutlich, so erreichte er in der Saison 1975/76 mit 72 Scorerpunkten seinen Karriere-Bestwert und wurde unter den Abwehrspielern der Liga nur von seinem ungleich talentierteren Bruder (98) übertroffen. Obwohl das Team in dieser Zeit dreimal das Playoff-Halbfinale erreichte, blieben größere Erfolge vorerst aus. Im Januar 1978 wurde Jean Potvin schließlich samt Jean-Paul Parisé zu den Cleveland Barons geschickt, wobei die Islanders im Gegenzug Wayne Merrick, Darcy Regier sowie ein Viertrunden-Wahlrecht im NHL Amateur Draft 1978 erhielt.
Die Barons fusionierten Ende der Saison mit den Minnesota North Stars, bei denen der Kanadier nicht an seine vorherigen Leistungen anknüpfen konnte und zeitweise sogar bei deren Farmteam, den Oklahoma City Stars, in der Central Hockey League eingesetzt wurde. Im Sommer 1979 wurde sein auslaufender Vertrag nicht verlängert, sodass er als Free Agent zu den New York Islanders zurückkehrte. Mit seinem früheren Arbeitgeber, der in der Zwischenzeit zu einem der besten Teams der Liga gereift war, gewann der Verteidiger 1980 und 1981 den Stanley Cup. Potvin selbst spielte dabei allerdings kaum eine sportliche Rolle, so kam er zu 32 bzw. 18 Einsätzen in den beiden Jahren, während er in den Playoffs gar keine Berücksichtigung fand und stattdessen als Co-Kommentator an der TV-Übertragung beteiligt war. Dennoch wurde er auf Wunsch der Islanders zweimal auf der Trophäe verewigt, bevor er seine aktive Karriere nach der Saison 1980/81 beendete. Die Islanders errangen in der Folge noch zwei weitere Titel in Serie.
Insgesamt stand Jean Potvin in 652 NHL-Spielen auf dem Eis und erzielte dabei 298 Scorerpunkte. Nach seiner Eishockeylaufbahn war er 25 Jahre an der Wall Street tätig, bevor er sich in seiner Wahlheimat New York City in Wohltätigkeitsorganisationen engagierte. Jean Potvin verstarb am 15. März 2022 im Alter von 72 Jahren.

## Erfolge und Auszeichnungen
- 1971 Calder-Cup-Gewinn mit den Springfield Kings
- 1980 Stanley-Cup-Gewinn mit den New York Islanders
- 1981 Stanley-Cup-Gewinn mit den New York Islanders

## Karrierestatistik
(Legende zur Spielerstatistik: Sp oder GP = absolvierte Spiele; T oder G = erzielte Tore; V oder A = erzielte Assists; Pkt oder Pts = erzielte Scorerpunkte; SM oder PIM = erhaltene Strafminuten; +/− = Plus/Minus-Bilanz; PP = erzielte Überzahltore; SH = erzielte Unterzahltore; GW = erzielte Siegtore; 1 Play-downs/Relegation; Kursiv: Statistik nicht vollständig)

## Familie
Sein Bruder Denis Potvin verbrachte seine gesamte NHL-Karriere bei den Islanders, gewann dort zwei seiner vier Stanley Cups gemeinsam mit Jean und ist zudem Mitglied der Hockey Hall of Fame. Ihr Cousin Marc Potvin (1967–2006) war ebenfalls NHL-Profi, mit Félix Potvin sind sie allerdings nicht verwandt.